# Palazzo di Antioco

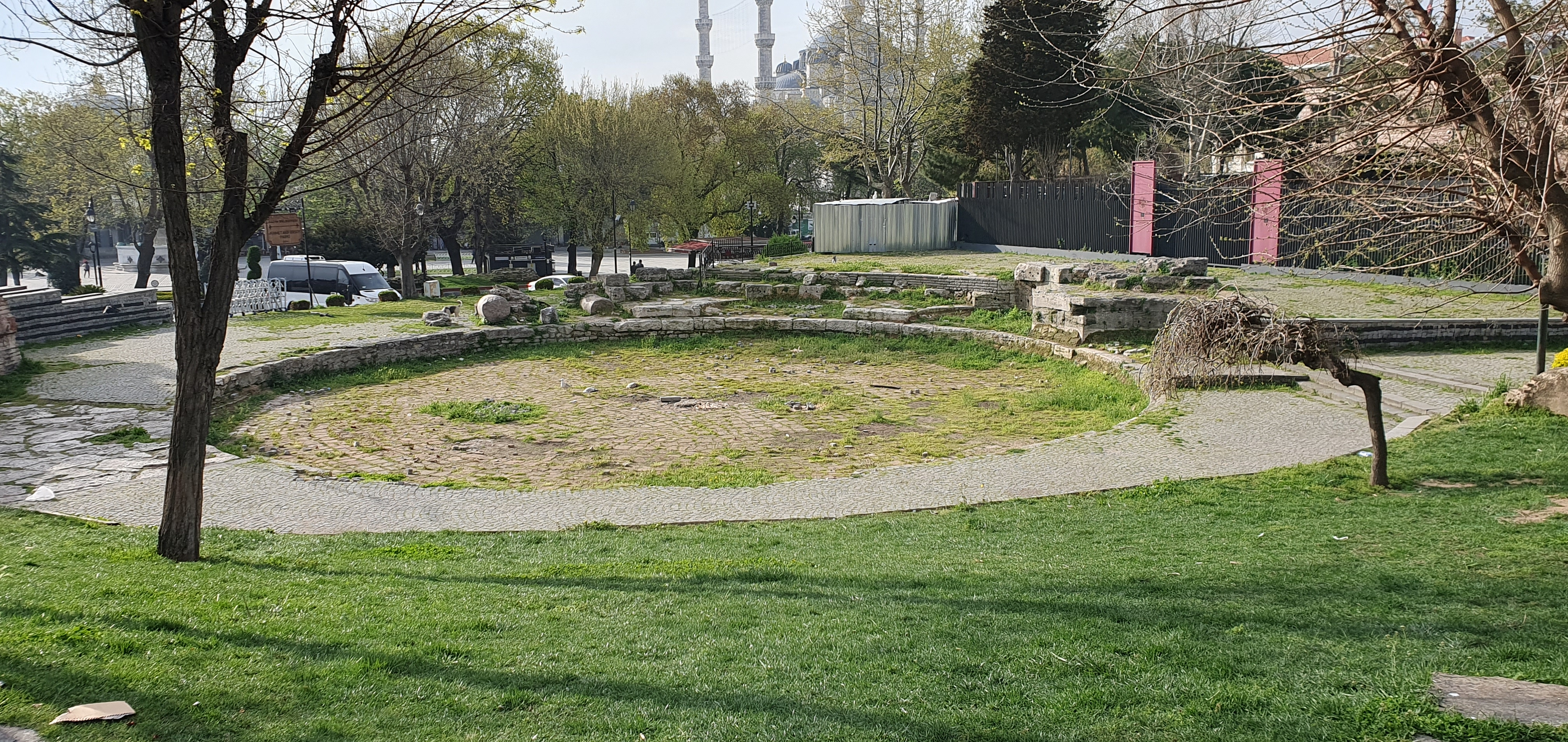
Resti di Santa Eufemia, eretta all'interno del Palazzo di Antioco

Il Palazzo di Antioco (in greco τὰ παλάτια τῶν Ἀντιόχου?) era un palazzo di Costantinopoli costruito all'inizio del V secolo; convertito in un martyrion, detto Santa Eufemia all'Ippodromo (Ἁγία Εὐφημία ἐν τῷ Ἱπποδρομίῳ, Hagia Euphēmia en tō Hippodromiō), nel VII secolo, sopravvisse fino al XV secolo.
È stato identificato con i resti di una struttura palatina scavati negli anni 1940 e 1950 nei pressi dell'Ippodromo di Costantinopoli.

## Storia

### Palazzo di Antioco
Il palazzo fu costruito come residenza di Antioco, un eunuco di origine persiana, che durante il regno dell'imperatore Teodosio II (408–450) ricoprì le cariche di cubicularius e tutore del giovane imperatore, per poi diventare praepositus sacri cubiculi e patricius. Antioco esercitava un'enorme influenza sull'imperatore, e per questo entrò in contrasto con la sorella di Teodosio, Elia Pulcheria, che lo allontanò dalla corte, ma gli permise di ritirarsi nel suo palazzo. Rimase comunque coinvolto negli affari politici, finché, intorno al 439, non cadde definitivamente in disgrazia e prese i voti. Le sue proprietà, palazzo incluso, furono confiscate dall'imperatore.
Il Palazzo fu scoperto nel 1939, quando degli affreschi raffiguranti la vita di santa Eufemia di Calcedonia furono ritrovati a nord-ovest dell'Ippodromo. Altri scavi, effettuati nel 1942 da Alfons Maria Schneider, portarono alla luce una sala esagonale aperta su un portico semicircolare, mentre gli scavi del 1951-52, condotti da R. Duyuran, permisero il ritrovamento di una base di una colonna con l'iscrizione «del praepositus Antioco», che permise l'identificazione del sito. In base ai bolli dei mattoni recuperati dal sito, Bardill propone una data di costruzione non antecedente al 430.

### Chiesa di Santa Eufemia
La chiesa di Santa Eufemia all'Ippodromo, anche nota come ta Antiochou («presso [il palazzo di] Antioco»), fu fondata nella sala esagonale verso l'inizio del VII secolo, quando la chiesa originaria, sita a Calcedonia, fu distrutta durante le invasioni sasanidi, e si ritenne che fosse più sicuro custodire le reliquie di Eufemia di Calcedonia all'interno di Costantinopoli.
Durante l'Iconoclastia, l'edificio fu secolarizzato e probabilmente convertito in un magazzino di armi e concime. Secondo la tradizione, le ossa della santa furono gettate in mare per ordine dell'imperatore Leone III (717–741) o di suo figlio Costantino V (741–775), ma furono recuperate da due fratelli e portate sull'isola di Lemno, da cui furono riprese nel 796 dall'imperatrice Irene (797–802).
La chiesa sopravvisse fino alla fine dell'Impero bizantino; nel XIII secolo fu decorata con affreschi in stile paleologo.

## Struttura

### Palazzo di Antioco

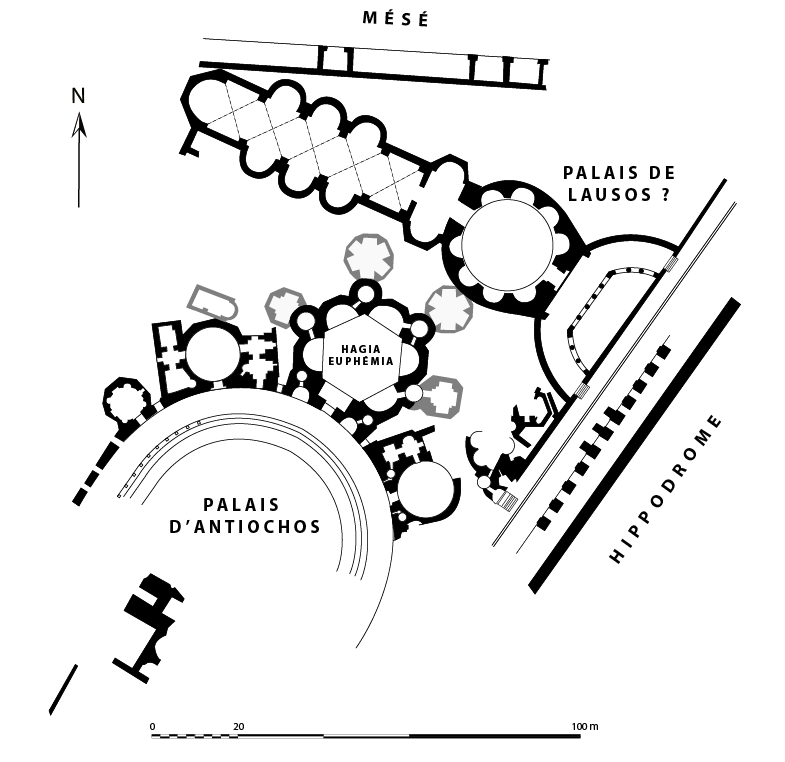
Pianta dei resti del Palazzo di Antioco

Il palazzo originario era composto da due sezioni, una meridionale e una settentrionale.
Quella meridionale, oggi inaccessibile al pubblico, presentava una vasta sala esagonale absidata, successivamente convertita nella chiesa di Santa Eufemia, collegata ad un ampio porticato semicircolare, di circa 60 m di diametro, che circondava una corte pavimentata in marmo. Originariamente la sala esagonale era probabilmente un triclinium, la sala per i banchetti; aveva un diametro di 20 m, mentre i lati dell'esagono erano lunghi 10,4 m. Su ogni lato si apriva un'abside, poligonale all'esterno e semicircolare all'interno, ampia 7,65 m e profonda 4,65 m, larga abbastanza per ospitare un sigma o stibadium, un triclinio semicircolare con un tavolo da pranzo al centro. Ogni abside aveva anche una porta che la metteva in comunicazione con piccole stanze circolari, situate tra le absidi. Una piscina in marmo era collocata al centro della sala, una caratteristica tipica della Tarda antichità. Il triclinium esagonale era affiancato da altre stanze, raggruppate lungo la curva esterna del porticato, tra cui un elaborato vestibolo con una sala circolare al centro.
La sezione settentrionale, collocata tra la strada che correva lungo il muro occidentale dell'Ippodromo di Costantinopoli e la via Mese, è stata identificata talvolta con il Palazzo di Lauso. Comprende una larga rotonda di 20 m di diametro con nicchie nel muro, che sembra svolgesse il ruolo di sala delle udienze di Antioco. Era collegata ad un porticato a forma di 'C' orientato verso sud-est, aperto verso la strada lungo l'Ippodromo. Un piccolo impianto termale, accessibile anche questo dalla strada, si trovava sul lato meridionale del porticato. Nel V secolo, quando il palazzo era di proprietà imperiale, una sala allungata di 52,3 per 12,4 m fu aggiunta a occidente della rotonda, preceduta da un vestibolo d'accesso a doppia abside; la sua forma suggerisce la destinazione d'uso a triclinium; originariamente aveva un'abside collocata all'estremità della sala, ma nel VI secolo tre absidi furono aperte su ciascuno dei lati lunghi.

### Riconversione in chiesa
Quando la sala esagonale fu convertita in chiesa, furono necessarie diverse modifiche per adattarla al nuovo uso. Una bema fu posta alla destra dell'ingresso originario, nell'abside di sud-est, e un altro ingresso fu aperto nell'abside opposto. L'ingresso originale rimase in uso, ma successivamente fu rimpicciolito. Altri due ingressi furono aperti nelle due sale circolari a settentrione, con l'aggiunta successiva di due mausolei.
Gli scavi scoprirono i resti del synthronon, il luogo dove sedeva il clero, le fondamenta dell'altare, il templon (la transenna di separazione) e di un solea (un podio elevato). Non si è conservato alcun resto dell'ambone, ma la sua esistenza è probabile, considerata l'organizzazione delle antiche chiese bizantine in città. La maggioranza dei resti scultorei sono nel tipico stile del VI secolo, come marmi intarsiati di vetro, ma l'architrave è databile al restauro del 797.
Sul muro sud-occidentale della chiesa sono sopravvissuti alcuni affreschi del XIII secolo; di questi, quattordici formano un ciclo che narra la vita e il martirio di santa Eufemia di Calcedonia, mentre un altro affresco raffigura il martirio dei Quaranta martiri di Sebaste, un tema unico tra le chiese della capitale.